# NK Gavran 2003. Zagreb
Nogometni klub Gavran 2003. Zagreb hrvatski je nogometni klub iz Zagreba. Trenutno se natječe u 2. Zagrebačkoj nogometnoj ligi.

## Povijest
NK Gavran osnovan je 26. listopada 2003. Dobio je ime po Damiru Tomljanoviću Gavranu.
Seniorska momčad djeluje od sezone 2008./09.
Odustaje od natjecanja tijekom polusezone 3. Zagrebačke nogometne lige 2016./17. To je bila zadnja sezona u klupskoj povijesti.
Dana 13. lipnja 2017. osnovan je NK Gavran 2003. Registriran je 27. srpnja 2017. U svojoj debitantskoj sezoni osvaja 3. Zagrebačku nogometnu ligu.

## Vanjske poveznice
- Arhivirana web-stranica
- NK Gavran, HNS Semafor
- NK Gavran 2003., HNS Semafor